# El Bosque (Santiago)
El Bosque ist eine Kommune der Región Metropolitana de Santiago mit 162.505 Einwohnern (2017). Sie ist eine der Gemeinden der Provinz Santiago.

## Geschichte
1981 wurde El Bosque als Gemeinde gegründet, allerdings nur per Gesetz, denn erst 1991 nahm sie ihre Funktionen auf. El Bosque wurde aus Gebieten gebildet, die zu den Gemeinden La Cisterna und San Bernardo gehörten.

## Demografie
Laut der Volkszählung 2017 lebten in der Gemeinde El Bosque 162.505 Personen. Davon waren 79.372 Männer und 83.133 Frauen, womit es einen leichten Frauenüberschuss gab.